# 16757 Лосяхун
16757 Лосяхун (16757 Luoxiahong) — астероїд головного поясу, відкритий 18 вересня 1996 року.
Тіссеранів параметр щодо Юпітера — 3,319.
Названо на честь відомого астронома Стародавнього Китаю Лося Хуна (140-87 до н.е.).